# WCW World Heavyweight Championship
El WCW World Heavyweight Championship o Campeonato Mundial Peso Pesado de la WCW fue un campeonato mundial de lucha libre profesional de categoría mundial en la World Championship Wrestling (WCW). Este campeonato fue desactivado tras ser unificado con el Campeonato de la WWF; sin embargo, su diseño de cinturón de campeonato se mantuvo vigente en la WWE. Luego de desaparecer la WCW se usó brevemente como segundo cinturón del Campeonato Indiscutido de la WWF/WWE (junto al Campeonato de WWF); tiempo después cuando Brock Lesnar, quien fungía como campeón indiscutido, pasó a formar parte de la marca SmackDown, el entonces Gerente General de la marca Raw (y exgerente de WCW Nitro), Eric Bischoff, lo reactivó para constituir el nuevo Campeonato Mundial Peso Pesado, campeonato exclusivo de Raw desde septiembre de 2002 hasta marzo de 2003, cuando fue reemplazado por una réplica igual a este pero más brillante, y con el logo de WWE arriba donde dice World Heavyweight Wrestling Championship.
Fue unos de las varias denominaciones con el cual era representado la correa Big Gold Belt, una de las más importantes en la historia de la lucha libre profesional.

## Historia
En diciembre de 1988, Ted Turner compró la Jim Crockett Promotions, la cual era dueña de la "NWA World Championship Wrestling". Mientras la compañía fue parte de la National Wrestling Alliance (NWA), el uso del nombre NWA fue disminuyendo paulatinamente con el tiempo, quedando reducida a "World Championship Wrestling" o "WCW". 
El 11 de enero de 1991, Ric Flair derrotó a Sting ganando el Campeonato Mundial Peso Pesado de la NWA, además de ser reconocido como el primer Campeón Mundial Peso Pesado de la WCW. El nuevo campeonato no fue representado con un nuevo cinturón, y la WCW continuó usando la versión de la NWA. Por esa causa, la WCW regularmente utiliza parte de la historia del campeonato de la NWA como historia del campeonato de la WCW.
El cinturón sería introducido en la World Wrestling Federation (WWF) durante la storyline de La Invasión, apareciendo Booker T como campeón. Durante este período, pasó a ser llamado simplemente Campeonato de la WCW. Cuando terminó el conflicto entre la WWF y The Alliance ECW/WCW en Survivor Series 2001, en la que ganó el equipo de la WWF, el título pasaría a llamarse simplemente Campeonato Mundial. El fin de este campeonato fue en 2001 en el evento Vengeance. En este evento se realizó un torneo para unificar los campeonatos mundiales de ambas empresas, participando los campeones del momento (The Rock como Campeón Mundial y Steve Austin como Campeón de la WWF) y los anteriores campeones (Chris Jericho como Campeón Mundial y Kurt Angle, de la WWF). El torneo fue ganado por Chris Jericho, quien unificó ambos campeonatos, siendo nombrado como el último Campeón Mundial y el primer Campeón Indiscutible.

## Nombre
| Nombre                                 | Años                                             |
| -------------------------------------- | ------------------------------------------------ |
| NWA/WCW World Heavyweight Championship | 11 de enero de 1991 — 14 de julio de 1991        |
| WCW World Heavyweight Championship     | 14 de julio de 1991 — 26 de marzo de 2001        |
| WCW Championship                       | 26 de marzo de 2001 — 19 de noviembre de 2001    |
| World Championship                     | 19 de noviembre de 2001 — 9 de diciembre de 2001 |

## Lista de campeones
|    | Luchador             | N.º | Fecha                    | Días | Show o evento           | Notas y referencias |
| -- | -------------------- | --- | ------------------------ | ---- | ----------------------- | --- |
| 1  | Ric Flair            | 1   | 11 de enero de 1991      | 171  | House Show              | Derrotó a Sting para ser el primer campeón. Este reinado no es reconocido por WWE como parte de WCW, sino como un reinado del campeonato de NWA. |
| —  | Vacante              | —   | 1 de julio de 1991       | —    | N/A                     | Debido a que Flair se fue a la World Wrestling Federation. |
| 2  | Lex Luger            | 1   | 14 de julio de 1991      | 230  | The Great American Bash | Derrotó a Barry Windham. WWE reconoce este reinado como el primero del título. |
| 3  | Sting                | 1   | 29 de febrero de 1992    | 134  | SuperBrawl II           | |
| 4  | Big Van Vader        | 1   | 12 de julio de 1992      | 21   | The Great American Bash | |
| 5  | Ron Simmons          | 1   | 2 de agosto de 1992      | 150  | Main Event              | |
| 6  | Big Van Vader        | 2   | 30 de diciembre de 1992  | 71   | House Show              | |
| 7  | Sting                | 2   | 11 de marzo de 1993      | 6    | House Show              | |
| 8  | Big Van Vader        | 3   | 17 de marzo de 1993      | 285  | House Show              | |
| 9  | Ric Flair            | 2   | 27 de diciembre de 1993  | 111  | Starrcade               | WWE reconoce que este reinado terminó el 17 de julio de 1994, por lo que ignora los cambios ocurridos en medio. |
| —  | Vacante              |     | 17 de abril de 1994      | —    | Spring Stampede         | Declarado vacante ya que la lucha entre Ric Flair y Ricky Steamboat acabó en doble cuenta de tres. Esta vacancia no es reconocida por WWE. |
| 10 | Ric Flair            | 3   | 21 de abril de 1994      | 87   | Saturday Night          | Reinado no reconocido por WWE, quien lo considera como una continuación directa de su reinado anterior. Sí fue reconocido como un reinado separado por WCW. |
| 11 | Hulk Hogan           | 1   | 17 de julio de 1994      | 489  | Bash at the Beach       | |
| 12 | The Giant            | 1   | 29 de octubre de 1995    | 8    | Halloween Havoc         | |
| —  | Vacante              | —   | 6 de noviembre de 1995   | —    | N/A                     | Debido al controversial final de una lucha. |
| 13 | Randy Savage         | 1   | 26 de noviembre de 1995  | 31   | World War 3             | Ganó una Battle Royal de 60 hombres. |
| 14 | Ric Flair            | 4   | 27 de diciembre de 1995  | 26   | Starrcade               | |
| 15 | Randy Savage         | 2   | 22 de enero de 1996      | 20   | Monday Nitro            | |
| 16 | Ric Flair            | 5   | 11 de febrero de 1996    | 71   | SuperBrawl VI           | |
| 17 | The Giant            | 2   | 29 de abril de 1996      | 110  | Monday Nitro            | |
| 18 | Hollywood Hulk Hogan | 2   | 10 de agosto de 1996     | 359  | Hog Wild (Road Wild)    | Antes conocido como Hulk Hogan |
| 19 | Lex Luger            | 2   | 4 de agosto de 1997      | 5    | Monday Nitro            | |
| 20 | Hollywood Hulk Hogan | 3   | 9 de agosto de 1997      | 141  | Road Wild               | |
| 21 | Sting                | 3   | 28 de diciembre de 1997  | 11   | Starrcade               | |
| —  | Vacante              | —   | 8 de enero de 1998       | —    | N/A                     | Durante el combate, Bret Hart apareció, Hogan hizo el conteo de tres a Sting pero Hart dijo que el árbitro hizo el conteo rápido, reiniciando el combate con Hart de árbitro. Sting ganó pero una semana después el título se declaró vacante debido al controversial final del combate.          |
| 22 | Sting                | 4   | 22 de febrero de 1998    | 56   | Superbrawl VIII         | Derrotó a Hollywood Hulk Hogan Por el Título Vacante |
| 23 | Randy Savage         | 3   | 19 de abril de 1998      | 1    | Spring Stampede         | |
| 24 | Hollywood Hulk Hogan | 4   | 20 de abril de 1998      | 77   | Monday Nitro            | |
| 25 | Goldberg             | 1   | 6 de julio de 1998       | 174  | Monday Nitro            | |
| 26 | Kevin Nash           | 1   | 27 de diciembre de 1998  | 8    | Starrcade               | |
| 27 | Hollywood Hulk Hogan | 5   | 4 de enero de 1999       | 69   | Nitro                   | Combate Conocido entre los fanes como el Fingerpoke of Doom |
| 28 | Ric Flair            | 6   | 14 de marzo de 1999      | 28   | Uncensored              | |
| 29 | Diamond Dallas Page  | 1   | 11 de abril de 1999      | 15   | Spring Stampede         | Derrotó a Ric Flair, Hollywood Hogan y Sting. |
| 30 | Sting                | 5   | 26 de abril de 1999      | 0    | Monday Nitro            | |
| 31 | Diamond Dallas Page  | 2   | 26 de abril de 1999      | 13   | Monday Nitro            | Derrotó a Sting, Kevin Nash y Goldberg. |
| 32 | Kevin Nash           | 2   | 9 de mayo de 1999        | 63   | Slamboree               | |
| 33 | Randy Savage         | 4   | 11 de julio de 1999      | 1    | Bash at the Beach       | Derrotó a Kevin Nash, Sting y Sid Vicious. |
| 34 | Hollywood Hulk Hogan | 6   | 12 de julio de 1999      | 62   | Monday Nitro            | |
| 35 | Sting                | 6   | 12 de septiembre de 1999 | 43   | Fall Brawl              | |
| —  | Vacante              | —   | 25 de octubre de 1999    | —    | Halloween Havoc         | Después de que Sting atacara a un árbitro. |
| 36 | Bret Hart            | 1   | 21 de noviembre de 1999  | 29   | Mayhem                  | Derrotó a Chris Benoit en la final de un torneo. |
| —  | Vacante              | —   | 20 de diciembre de 1999  | —    | Monday Nitro            | Después de una lucha con Goldberg.</ref> |
| 37 | Bret Hart            | 2   | 20 de diciembre de 1999  | 27   | Monday Nitro            | Derrotó a Goldberg en una revancha por el título vacante. |
| —  | Vacante              | —   | 16 de enero de 2000      | —    | Souled Out              | Debido a una lesión de Hart. |
| 38 | Chris Benoit         | 1   | 16 de enero de 2000      | 1    | Souled Out              | Derrotó a Sid Vicious por el título vacante. Al día siguiente, Benoit renunció a la compañía y, como consecuencia, al título. WCW no reconoció este reinado como oficial. Sí es reconocido de forma retroactiva por WWE.                                                                          |
| —  | Vacante              | —   | 17 de enero de 2000      | —    | Monday Nitro            | Debido a que Benoit se fue a la World Wrestling Federation. |
| 39 | Sid Vicious          | 1   | 24 de enero de 2000      | 1    | Monday Nitro            | Derrotó a Kevin Nash por el título vacante. |
| —  | Vacante              | —   | 25 de enero de 2000      | —    | Thunder                 | Debido a una orden de Kevin Nash. |
| 40 | Kevin Nash           | 3   | 25 de enero de 2000      | 0    | Thunder                 | Entregado por el mismo. |
| 41 | Sid Vicious          | 2   | 25 de enero de 2000      | 76   | Thunder                 | |
| —  | Vacante              | —   | 10 de abril de 2000      | —    | Monday Nitro            | Junto con otros campeonatos de la WCW. |
| 42 | Jeff Jarrett         | 1   | 16 de abril de 2000      | 8    | Spring Stampede         | Derrotó a Diamond Dallas Page por el título vacante. |
| 43 | Diamond Dallas Page  | 3   | 24 de abril de 2000      | 1    | Monday Nitro            | |
| 44 | David Arquette       | 1   | 25 de abril de 2000      | 12   | Thunder                 | Ganó el título en un Tag Team match donde Arquette hizo equipo con Diamond Dallas Page para luchar contra Eric Bischoff y Jeff Jarrett en el que se estipuló en que si uno de los luchadores conseguía el conteo de tres sobre un oponente se llevaría el campeonato; Arquette cubrió a Bischoff. |
| 45 | Jeff Jarrett         | 2   | 7 de mayo de 2000        | 8    | Slamboree               | Derrotó a David Arquette y Diamond Dallas Page. |
| 46 | Ric Flair            | 7   | 15 de mayo de 2000       | 7    | Monday Nitro            | |
| —  | Vacante              | —   | 22 de mayo de 2000       | —    | Monday Nitro            | Por orden de Vince Russo. |
| 47 | Jeff Jarrett         | 3   | 22 de mayo de 2000       | 1    | Monday Nitro            | Entregado por Vince Russo. |
| 48 | Kevin Nash           | 4   | 23 de mayo de 2000       | 6    | Thunder                 | Derrotó a Jeff Jarrett y Scott Steiner. |
| 49 | Ric Flair            | 8   | 29 de mayo de 2000       | 0    | Monday Nitro            | Entregado por Kevin Nash. |
| 50 | Jeff Jarrett         | 4   | 29 de mayo de 2000       | 41   | Monday Nitro            | |
| 51 | Booker T             | 1   | 9 de julio de 2000       | 50   | Bash at the Beach       | |
| 52 | Kevin Nash           | 5   | 28 de agosto de 2000     | 20   | Monday Nitro            | |
| 53 | Booker T             | 2   | 17 de septiembre de 2000 | 8    | Fall Brawl              | |
| 54 | Vince Russo          | 1   | 25 de septiembre de 2000 | 7    | Monday Nitro.           | |
| —  | Vacante              | —   | 2 de octubre de 2000     | —    | Monday Nitro            | Declarado por Vince Russo. |
| 55 | Booker T             | 3   | 2 de octubre de 2000     | 45   | Monday Nitro            | Derrotó a Jeff Jarrett por el título vacante. |
| 56 | Scott Steiner        | 1   | 26 de noviembre de 2000  | 120  | Mayhem                  | |
| 57 | Booker T             | 4   | 26 de marzo de 2001      | 120  | Monday Nitro            | Este fue el episodio final de Nitro, ya que la WWF compró la WCW el 23 de marzo de 2001. El título fue defendido en la programación de WWF, donde se lo conocía como el Campeonato de la WCW, siendo este el último campeón en WCW                                                                |
| 58 | Kurt Angle           | 1   | 24 de julio de 2001      | 6    | SmackDown!              | |
| 59 | Booker T             | 5   | 30 de julio de 2001      | 20   | RAW is WAR              | |
| 60 | The Rock             | 1   | 19 de agosto de 2001     | 63   | SummerSlam              | |
| 61 | Chris Jericho        | 1   | 21 de octubre de 2001    | 15   | No Mercy                | |
| 62 | The Rock             | 2   | 5 de noviembre de 2001   | 34   | RAW is WAR              | El título fue referido como el World Championship el 19 de noviembre de 2001 después de la desaparición de La Alianza. |
| 63 | Chris Jericho        | 2   | 9 de diciembre de 2001   | 0    | Vengeance               | |
| —  | Unificado            | —   | 9 de diciembre de 2001   | —    | Vengeance               | Con el Campeonato de la WWF formando el Undisputed WWF Championship. |

### Total de días con el título
La siguiente lista muestra el total de días que un luchador ha poseído el campeonato si se suman todos los reinados que posee.
| N.º | Campeón                | Reinados | Total de días |
| --- | ---------------------- | -------- | ------------- |
| 1   | (Hollywood) Hulk Hogan | 6        | 1177          |
| 2   | Ric Flair              | 8        | 505           |
| 3   | Big Van Vader          | 3        | 377           |
| 4   | Booker T               | 5        | 253           |
| 5   | Sting                  | 6        | 250           |
| 6   | Lex Luger              | 2        | 235           |
| 7   | Goldberg               | 1        | 174           |
| 8   | Ron Simmons            | 1        | 150           |
| 9   | Scott Steiner          | 1        | 120           |
| 10  | The Giant              | 2        | 118           |
| 11  | Kevin Nash             | 5        | 97            |
| 11  | The Rock               | 2        | 97            |
| 13  | Sid Vicious            | 2        | 77            |
| 14  | Jeff Jarrett           | 4        | 58            |
| 15  | Bret Hart              | 2        | 56            |
| 16  | Randy Savage           | 4        | 53            |
| 17  | Diamond Dallas Page    | 3        | 29            |
| 18  | Chris Jericho          | 2        | 15            |
| 19  | David Arquette         | 1        | 12            |
| 20  | Vince Russo            | 1        | 7             |
| 21  | Kurt Angle             | 1        | 6             |
| 22  | Chris Benoit           | 1        | 1             |

### Mayor cantidad de reinados
| Reinados | Luchador(es)                                                           |
| -------- | ---------------------------------------------------------------------- |
| 8 veces  | Ric Flair                                                              |
| 6 veces  | Sting y Hulk Hogan                                                     |
| 5 veces  | Kevin Nash y Booker T                                                  |
| 4 veces  | Randy Savage y Jeff Jarrett                                            |
| 3 veces  | Big Van Vader y Diamond Dallas Page                                    |
| 2 veces  | Lex Luger, The Giant, Bret Hart, Sid Vicious, The Rock y Chris Jericho |